# Furna dos Frades
A Furna dos Frades é uma gruta portuguesa localizada na freguesia da Criação Velha, concelho da Madalena do Pico, ilha do Pico, arquipélago dos Açores.
Esta cavidade apresenta uma geomorfologia de origem vulcânica em forma de tubo de lava localizado em Campo de lava. Apresenta um comprimento de 42,40 m. por uma largura máxima de 5 m. e uma altura também máxima de 1.4 m. Esta formação geológica encontra-se dentro do espaço da Paisagem Protegida de Interesse Regional da Cultura da Vinha da Ilha do Pico.